# Ozoir-le-Breuil
Ozoir-le-Breuil ist eine Ortschaft und eine ehemalige französische Gemeinde mit 432 Einwohnern (Stand: 1. Januar 2019) im Département Eure-et-Loir in der Region Centre-Val de Loire. Sie gehörte zum Kanton Châteaudun im Arrondissement Châteaudun.
Ozoir-le-Breuil wurde mit Wirkung vom 1. Januar 2017 mit den früheren Gemeinden Civry, Lutz-en-Dunois und Saint-Cloud-en-Dunois zur Commune nouvelle Villemaury zusammengeschlossen und hat in der neuen Gemeinde den Status einer Commune déléguée. Der Verwaltungssitz befindet sich im Ort Saint-Cloud-en-Dunois.

## Lage
Nachbarorte sind: Lutz-en-Dunois im Nordwesten, Saint-Cloud-en-Dunois im Norden, Villampuy im Nordosten, Villamblain im Osten, Prénouvellon im Südosten, Membrolles im Süden, Le Mée im Südwesten und Thiville im Westen.

## Bevölkerungsentwicklung
| Jahr      | 1962 | 1968 | 1975 | 1982 | 1990 | 1999 | 2008 | 2015 |
| --------- | ---- | ---- | ---- | ---- | ---- | ---- | ---- | ---- |
| Einwohner | 622  | 558  | 465  | 465  | 428  | 399  | 420  | 447  |

## Sehenswürdigkeiten

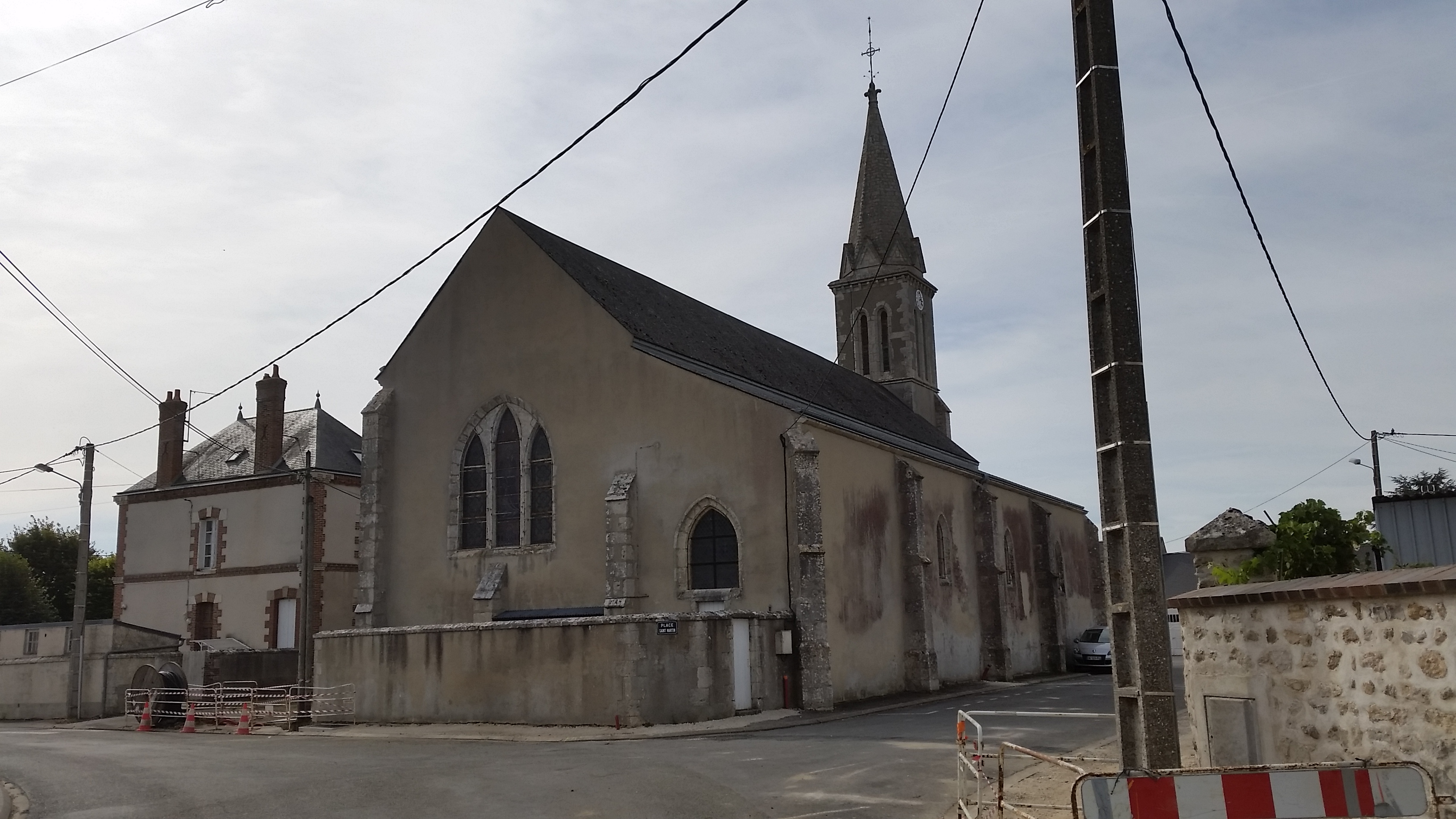
Kirche Saint-Martin
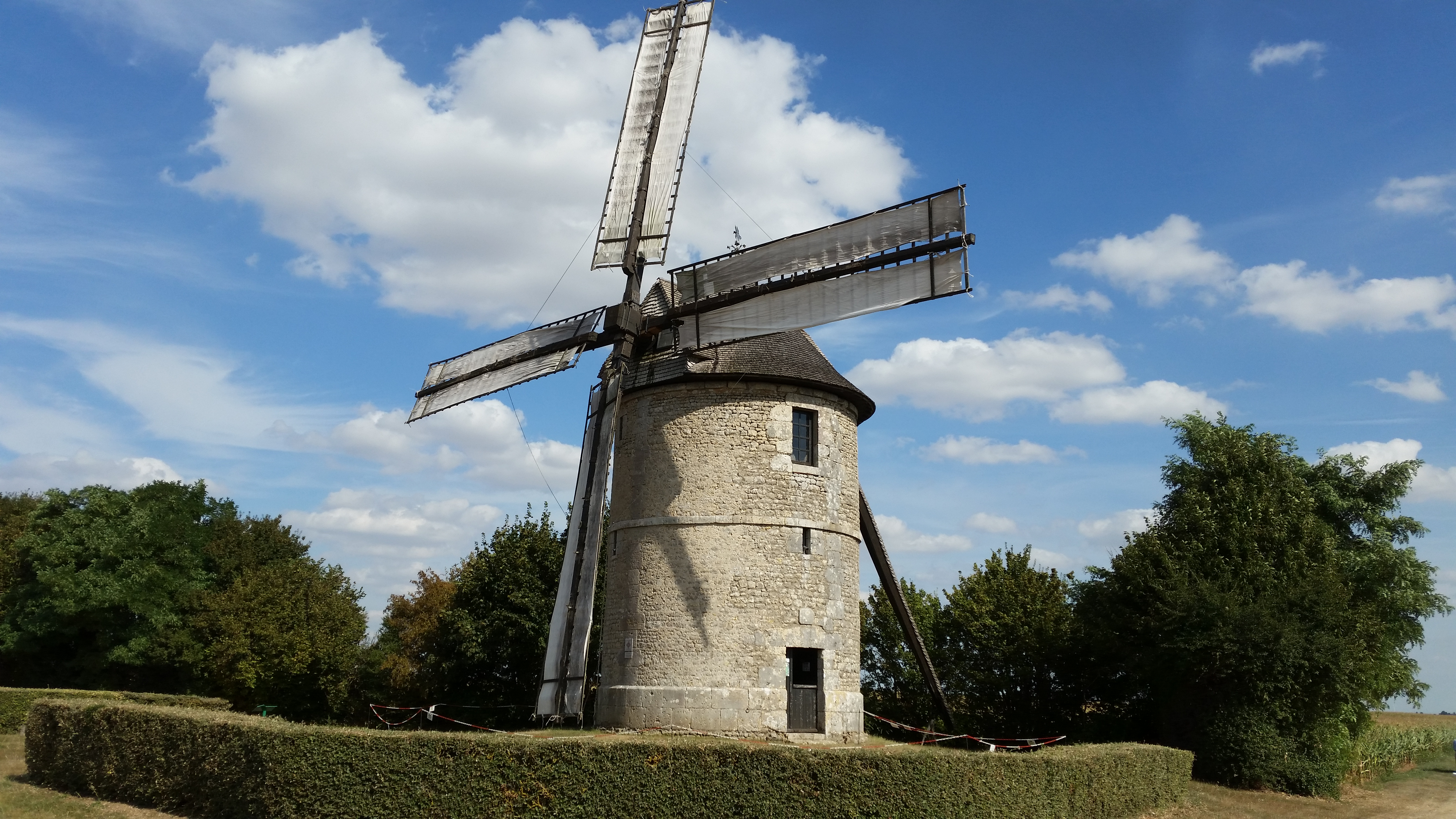
Windmühle

- Windmühle Moulin à Vent de Frouville Pensier, seit 1988 Monument historique
- Kriegerdenkmal

- Kirche Saint-Martin
- Windmühle